# ظفر (ازبکستان)
ظفر (به ازبکی: Zafar) یک شهرک در ازبکستان است که در ناحیه بیک‌آباد واقع شده‌است. ظفر ۷٬۷۰۰ نفر جمعیت دارد.
این شهرک مرکز اداری ناحیه بیک‌آباد نیز می باشد